# Prismă hexagonală

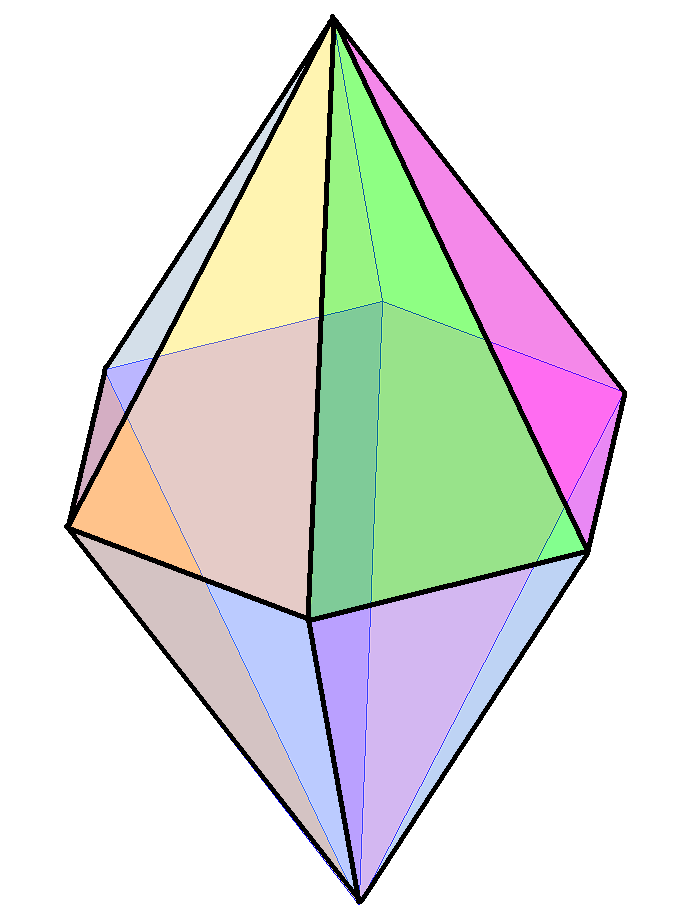
Dual: bipiramida hexagonală

În geometrie prisma hexagonală este o prismă cu baza hexagonală. Are 8 fețe, 18 laturi și 12 vârfuri. Deoarece are 8 fețe, în principiu este un octaedru. Totuși, de obicei termenul de „octaedru” este folosit în primul rând pentru a se referi la octaedrul regulat, care are opt fețe triunghiulare. Din cauza ambiguității, termenul de „octaedru” este rareori folosit fără alte precizări.
Prisma hexagonală uniformă are indicele de poliedru uniform U76d.
Unele dintre cele mai comune obiecte în formă de prismă hexagonală sunt creioanele înainte de a fi ascuțite.

## Ca poliedru semiregulat (sau uniform)
Dacă fețele sunt toate regulate, prisma hexagonală este un poliedru semiregulat, mai general, un poliedru uniform, fiind a patra într-un set infinit de prisme formate din fețe laterale pătrate și două baze poligoane regulate. Poate fi văzut ca un hosoedru hexagonal trunchiat, reprezentat de simbolul Schläfli t{2,6}. Alternativ, poate fi văzut ca produsul cartezian al unui hexagon regulat și al unui segment, și reprezentat prin produsul {6}×{}. Dualul unei prisme hexagonale este o bipiramidă hexagonală.
Grupul de simetrie al unei prisme hexagonale drepte este D6h de ordinul 24. Grupul de rotație este D6 de ordinul 12.

## Formule
Ca la toate prismele, aria totală A este de două ori aria bazei (Ab) plus aria laterală, iar volumul V este produsul dintre aria bazei și înălțimea (distanța dintre planele celor două baze) h.
Pentru o prismă cu baza hexagonală regulată cu latura a, aria A are formula:
{\displaystyle A=2\,A_{b}+6\,ah=3{\sqrt {3}}\,{a^{2}}+6\,ah\approx 5,1961524\,a^{2}+6\,ah}
Pentru a = 1 și h = 1 aria este ≈11,1961524.
Formula volumului V este:
{\displaystyle V=A_{b}h={\frac {3{\sqrt {3}}}{2}}\,a^{2}h}
Pentru a = 1 și h = 1 volumul este ≈2,5980762.

## Simetrie
Topologia unei prisme hexagonale uniforme poate avea variații geometrice cu simetrie inferioară:
| Nume         | Prismă hexagonală regulată | Trunchi hexagonal | Prismă ditrigonală | Prismă triambică   | Trapezoprismă ditrigonală |
| ------------ | -------------------------- | ----------------- | ------------------ | ------------------ | ------------------------- |
| Simetrie     | D6h, [2,6], (*622)         | C6v, [6], (*66)   | D3h, [2,3], (*322) | D3h, [2,3], (*322) | D3d, [2+,6], (2*3)        |
| Construcție  | {6}×{},                    |                   | t{3}×{},           |                    | s2{2,6},                  |
| Imagine      |                            |                   |                    |                    |                           |
| Distorsionat |                            |                   |                    |                    |                           |

## Faguri și 4-politopuri
Prismele hexagonale apar ca celule în patru faguri convecși uniformi din spațiul tridimensional:
| Fagure prismatic hexagonal · | Fagure prismatic triunghiular-hexagonal · | Fagure prismatic triunghiular-hexagonal snub · | Fagure prismatic rombitriunghiular-hexagonal · |
|                              |                                           |                                                |                                                |

De asemenea, există ca celule ale unui număr de 4-politopuri uniforme, inclusiv:
| Prismă tetraedrică trunchiată · | Prismă octaedrică trunchiată · | Prismă cuboctaedrică trunchiată · | Prismă icosaedrică trunchiată · | Prismă icosidodecaedrică trunchiată · |
|                                 |                                |                                   |                                 |                                       |
| 5-celule runcitrunchiat ·       | 5-celule omnitrunchiat ·       | 16-celule runcitrunchiat ·        | tesseract omnitrunchiat ·       |                                       |
|                                 |                                |                                   |                                 |                                       |
| 24-celule runcitrunchiat ·      | 24-celule omnitrunchiat ·      | 600-celule runcitrunchiat ·       | 120-celule omnitrunchiat ·      |                                       |
|                                 |                                |                                   |                                 |                                       |

## Poliedre și pavări înrudite
|                          |        |        |        |       |         |         |          |          |
|                          |        |        |        |       |         |         |          |          |
| {6,2}                    | t{6,2} | r{6,2} | t{2,6} | {2,6} | rr{6,2} | tr{6,2} | sr{6,2}  | s{2,6}   |
| Dualele celor de mai sus |        |        |        |       |         |         |          |          |
|                          |        |        |        |       |         |         |          |          |
| V62                      | V122   | V62    | V4.4.6 | V26   | V4.4.6  | V4.4.12 | V3.3.3.6 | V3.3.3.3 |

Prisma hexagonală poate fi considerată ca făcând parte dintr-o secvență de modele uniforme cu figura vârfului (4.6.2p) și diagrama Coxeter–Dynkin . Pentru p < 6, membrii secvenței sunt poliedre omnitrunchiate (zonoedre), prezentate mai jos ca pavări sferice. Pentru p > 6, acestea sunt pavări ale planului hiperbolic, începând cu pavarea triheptagonală trunchiată.
| Variante de pavări omnitrunchiate cu simetrie *n32: 4.6.2n | Variante de pavări omnitrunchiate cu simetrie *n32: 4.6.2n | Variante de pavări omnitrunchiate cu simetrie *n32: 4.6.2n | Variante de pavări omnitrunchiate cu simetrie *n32: 4.6.2n | Variante de pavări omnitrunchiate cu simetrie *n32: 4.6.2n | Variante de pavări omnitrunchiate cu simetrie *n32: 4.6.2n | Variante de pavări omnitrunchiate cu simetrie *n32: 4.6.2n | Variante de pavări omnitrunchiate cu simetrie *n32: 4.6.2n | Variante de pavări omnitrunchiate cu simetrie *n32: 4.6.2n | Variante de pavări omnitrunchiate cu simetrie *n32: 4.6.2n | Variante de pavări omnitrunchiate cu simetrie *n32: 4.6.2n | Variante de pavări omnitrunchiate cu simetrie *n32: 4.6.2n | Variante de pavări omnitrunchiate cu simetrie *n32: 4.6.2n |
| Simetrie *n32 [n,3]                                        | Sferice                                                    | Sferice                                                    | Sferice                                                    | Sferice                                                    | Euclid.                                                    | Hiperb. compacte                                           | Hiperb. compacte                                           | Paraco.                                                    | Hiperbolice necompacte                                     | Hiperbolice necompacte                                     | Hiperbolice necompacte                                     | Hiperbolice necompacte                                     |
| Simetrie *n32 [n,3]                                        | *232 [2,3]                                                 | *332 [3,3]                                                 | *432 [4,3]                                                 | *532 [5,3]                                                 | *632 [6,3]                                                 | *732 [7,3]                                                 | *832 [8,3]                                                 | *∞32 [∞,3]                                                 | [12i,3]                                                    | [9i,3]                                                     | [6i,3]                                                     | [3i,3]                                                     |
| ---------------------------------------------------------- | ---------------------------------------------------------- | ---------------------------------------------------------- | ---------------------------------------------------------- | ---------------------------------------------------------- | ---------------------------------------------------------- | ---------------------------------------------------------- | ---------------------------------------------------------- | ---------------------------------------------------------- | ---------------------------------------------------------- | ---------------------------------------------------------- | ---------------------------------------------------------- | ---------------------------------------------------------- |
| Imagini                                                    |                                                            |                                                            |                                                            |                                                            |                                                            |                                                            |                                                            |                                                            |                                                            |                                                            |                                                            |                                                            |
| Config.                                                    | 4.6.4                                                      | 4.6.6                                                      | 4.6.8                                                      | 4.6.10                                                     | 4.6.12                                                     | 4.6.14                                                     | 4.6.16                                                     | 4.6.∞                                                      | 4.6.24i                                                    | 4.6.18i                                                    | 4.6.12i                                                    | 4.6.6i                                                     |
| Duale                                                      |                                                            |                                                            |                                                            |                                                            |                                                            |                                                            |                                                            |                                                            |                                                            |                                                            |                                                            |                                                            |
| Config.                                                    | V4.6.4                                                     | V4.6.6                                                     | V4.6.8                                                     | V4.6.10                                                    | V4.6.12                                                    | V4.6.14                                                    | V4.6.16                                                    | V4.6.∞                                                     | V4.6.24i                                                   | V4.6.18i                                                   | V4.6.12i                                                   | V4.6.6i                                                    |